# Baga (Tanzania)
Baga è una circoscrizione rurale (rural ward) della Tanzania situata nel distretto di Bumbuli, regione di Tanga. Conta una popolazione di 8 777 abitanti (censimento 2022).